# Irondale (Ohio)
Irondale es una villa ubicada en el condado de Jefferson en el estado estadounidense de Ohio. En el Censo de 2010 tenía una población de 387 habitantes y una densidad poblacional de 101,23 personas por km².

## Geografía
Irondale se encuentra ubicada en las coordenadas 40°34′20″N 80°43′33″O / 40.57222, -80.72583. Según la Oficina del Censo de los Estados Unidos, Irondale tiene una superficie total de 3.82 km², de la cual 3.75 km² corresponden a tierra firme y (1.83%) 0.07 km² es agua.

## Demografía
Según el censo de 2010, había 387 personas residiendo en Irondale. La densidad de población era de 101,23 hab./km². De los 387 habitantes, Irondale estaba compuesto por el 99.74% blancos, el 0.26% eran afroamericanos, el 0% eran amerindios, el 0% eran asiáticos, el 0% eran isleños del Pacífico, el 0% eran de otras razas y el 0% pertenecían a dos o más razas. Del total de la población el 0% eran hispanos o latinos de cualquier raza.